# Звичай ділового обороту
Звичай ділового обороту — це правило поведінки,  яке не встановлене актами цивільного законодавства, але є усталеним у сфері ділового обороту.
Звичаю ділового обороту притаманні наступні ознаки:
- не передбачений законодавством;
- склався і став обов’язковим у певній сфері діяльності;
- багатократне і одноманітне повторення;
- забезпечений соціальним примусом (авторитетом);
- регулює конкретні цивільно-правові відносин в установленому порядку;
- санкціонований державою.[2]

## Умови застосування звичаю
Для того, щоб мати змогу застосувати звичай ділового обороту, такий звичай повинен відповідати наступним вимогам:
- регулювати законодавчо неврегульовані правовідносини;
- не мати суперечностей з договором або актами цивільного законодавства.

Разом з тим сторони вправі укласти договір, який суперечить звичаю.
У випадку виникнення спору, наявність звичаю, його застосування  у  певній сфері цивільних відносин, на певній території тощо, згідно зі статтею 33 ГПК України, повинна довести сторона, яка посилається на звичай як на підставу своїх вимог і заперечень. 
Якщо звичай визнаний господарським судом загальновідомим на підставі частини першої статті 35 ГПК України, він не потребує доказування.

## Відсилання до звичаїв ділового обороту в ЦКУ
Цивільний кодекс України містить відсилання до звичаїв ділового обороту, зокрема у таких статтях: 529, 531, пункті 2 статті 538, 627,654,668, 682, 687, 689, 691, 846, 857, 938, 1014, 1021, 1059, 1068, 1088, 1089, 1099 тощо.

## Документи, в яких зафіксовані звичаї ділового обороту в Україні
Абзац третій частини першої статті 7 ЦК України визначає, що звичай може бути зафіксований у відповідному документі. Разом з тим  фіксація певних правил поведінки у документі сама по собі не є доказом того, що ці правила є звичаєм.
В Україні, звичаї ділового обороту закріплені, зокрема, в наступних документах:
- Уніфіковані  правила  та  звичаї  для документарних акредитивів;
- Принципи  УНІДРУА;
- Правила "Інкотермс".